# Jaderná elektrárna Connecticut Yankee
Jaderná elektrárna Connecticut Yankee (anglicky Connecticut Yankee Nuclear Power Plant) byla jadernou elektrárnou ve Spojených státech. Ležela u města Haddam ve státě Connecticut. Elektrárna byla vlastněna a provozována společností Connecticut Yankee Atomic Power Company. Reaktor dodal a vybudoval Westinghouse. Zařízení ukončilo svůj provoz v roce 1996.

## Historie a technické informace

### Reaktor
Výstavba jediného reaktoru byla zahájena 1. května 1964. Jednalo se o tlakovodní reaktor Westinghouse M410 o hrubém výkonu 603 MW a čistém výkonu po odečtení vlastních potřeb bloku 560 MW. Připojen k síti byl 7. července 1967 a do komerčního provozu přešel 1. ledna 1968.

### Vyřazení z provozu
Reaktor elektrárny Connecticut Yankee byl navždy vyřazen z provozu 5. prosince 1996, protože společnost, která jej provozovala, Connecticut Yankee Atomic Power Company, prohlásila, že z ekonomických důvodů již není rentabilní jej nadále udržovat v provozu. Zisky z prodeje elektřiny byly nižší, než provozní náklady. Demolice kopule kontejnmentu byla dokončena 17. července 2006 a dnes je na místě zelená plocha a jediné, co připomíná, že na místě někdy stála jaderná elektrárna je výpustní kanál teplé vody, který tam zůstal.

## Informace o reaktorech
| Reaktor              | Typ reaktoru      | Výkon  | Výkon  | Zahájení výstavby | Připojení k síti | Uvedení do provozu | Uzavření    |
| Reaktor              | Typ reaktoru      | Čistý  | Hrubý  | Zahájení výstavby | Připojení k síti | Uvedení do provozu | Uzavření    |
| -------------------- | ----------------- | ------ | ------ | ----------------- | ---------------- | ------------------ | ----------- |
| Connecticut Yankee-1 | Westinghouse M410 | 560 MW | 603 MW | 1. 5. 1964        | 7. 8. 1967       | 1. 1. 1968         | 5. 12. 1996 |